# Pavel Golyshev
Bản mẫu:Eastern Slavic name
Pavel Sergeyevich Golyshev (tiếng Nga: Павел Серге́евич Голышев, sinh ngày 7 tháng 7 năm 1987) là một cầu thủ bóng đá người Nga hiện tại thi đấu cho F.K. Baltika Kaliningrad.

## Đời sống cá nhân
Anh là anh trai của Dmitri Golyshev.